# Fuenterroble de Salvatierra
Fuenterroble de Salvatierra è un comune spagnolo di 268 abitanti situato nella comunità autonoma di Castiglia e León.